# Rossfeld
 Rossfeld (en alsacià Rossfald) és un municipi francès, situat a la regió del Gran Est, al departament del Baix Rin. L'any 2004 tenia 772 habitants.
Forma part del cantó d'Erstein, del districte de Sélestat-Erstein i de la Comunitat de comunes del cantó d'Erstein.

## Demografia
| 1962 | 1968 | 1975 | 1982 | 1990 | 1999 |
| ---- | ---- | ---- | ---- | ---- | ---- |
| 607  | 624  | 628  | 665  | 687  | 708  |

## Administració
| Període   | Identitat          | Partit |
| --------- | ------------------ | ------ |
| 1995-2001 | Vincent Braun      |        |
| 2001-     | Jean-Claude Rohmer |        |